# Lotfi Mhaissi
Lotfi Mhaissi (arabe : لطفي المحايصي), né le 4 septembre 1964 à Tunis, est un footballeur tunisien ayant évolué au sein du Club africain.

## Palmarès
- Coupe d'Afrique des clubs champions (1)
  - Vainqueur : 1991
- Coupe d'Afrique des vainqueurs de coupe (1)
  - Finaliste : 1990
- Coupe afro-asiatique des clubs (1)
  - Vainqueur : 1992
- Championnat de Tunisie (2)
  - Champion :  1990, 1992
- Coupe de Tunisie (1)
  - Vainqueur :  1992
  - Finaliste : 1986, 1988, 1989